# Companhia de Saneamento Ambiental do Maranhão
A Companhia de Saneamento Ambiental do Maranhão - CAEMA, é uma empresa de abastecimento de água e saneamento básico do estado brasileiro do Maranhão.

## História
Historicamente, os serviços de abastecimento de água em São Luís foram prestados por empresas privadasː inicialmente, por empresários membros da Associação Comercial do Maranhão e, posteriormente, pela Companhia Anil (1850), e pelas empresas Companhia das Águas São Luíz e Ulen&Company, entre 1874 e 1922.
Com o  Decreto-lei nº 1.491/1947, o governo do Maranhão criou uma autarquia estadual para execução dos Serviços de Águas, Esgotos, Luz e Tração, a SAELTPA, com sucessivas alterações nas competências e na própria autarquia. 
Em 1958, o houve uma nova reestruturação dos serviços, tendo sido criado o Departamento de Águas e Esgotos Sanitários - DAES, desvinculando esses serviços da SAELTPA. Esse Departamento foi posteriormente incorporado à Companhia de Saneamento de São Luís, a SANEL, pela Lei nº 2.078, em 07 de julho de 1968.
Criada em 1966, como Companhia de Águas e Esgotos do Maranhão (nome alterado em 2010), é uma empresa de economia mista com sede em São Luís, sendo o governo do Maranhão o acionista majoritário. 
A companhia foi fundada para resolver o problema de abastecimento de água do interior do Estado. Em sua primeira década, foram perfurados poços e construídos chafarizes nas cidades do interior maranhense, com recursos da Superintendência de Desenvolvimento do Nordeste (SUDENE), Superintendência de Desenvolvimento da Amazônia (SUDAM), e da Secretaria de Desenvolvimento do Maranhão – SUDEMA.
A SANEL foi incorporada à CAEMA em 1972. 
Na década de 80, foi construído o sistema Italuís, levando água do rio Itapecuru para o município de São Luís, por meio de uma tubulação atravessando o Campo de Perizes e o estreito dos Mosquitos.
Em 2010, a CAEMA passou a ser denominada Companhia de Saneamento Ambiental do Maranhão.

## Áreas de atuação
De acordo com a Lei Federal 14.206/2020 (Marco Regulatório do Saneamento), a titularidade dos serviços públicos de saneamento básico é dos municípios no caso de interesse local, podendo ser realizada a concessão pública desse serviço. 
A Agência Estadual de Transporte e Mobilidade Urbana (MOB) exerce as funções de regulação, controle e fiscalização dos serviços públicos de saneamento, como, por exemplo, regulação da estrutura tarifária referente à prestação dos serviços de abastecimento de água e esgotamento sanitário.
A empresa presta serviços de saneamento básico, contemplando a captação, o tratamento e a distribuição de água, bem como a coleta e o tratamento de esgoto sanitário no estado do Maranhão. Para isso, realiza também estudos, projetos e execução de obras relativas a novas instalações, ampliações de redes de distribuição de água e redes de coleta e tratamento de esgoto sanitário.
A CAEMA é responsável pela execução da política governamental de abastecimento de água e esgotamento sanitário, sendo também uma das responsáveis pela prevenção e aproveitamento dos recursos hídricos do estado do Maranhão. 
Atende com abastecimento de água a 140 dos 217 municípios maranhenses e atende com sistemas de esgotamento sanitário em trêsː São Luís, Imperatriz e Barreirinhas (e ainda parcialmente em alguns municípios). Esse trabalho é executado por meio de concessões municipais, conforme o Marco Regulatório do Saneamento e as demais leis que regem o setor.
Em 2020, a Companhia contava com o trabalho de 1.966 empregados, sendo 1.155 na capital e 811 nas unidades nas Unidades de Negócios localizadas nas cidades de Chapadinha, Pinheiro, Pedreiras, São João dos Patos, Santa Inês, Itapecuru, Presidente Dutra e Imperatriz. 

### Sistemas produtores de água
São Luísː
- Sistema Italuísː capta água do rio Itapecuru, ainda no continente, e constitui o a maior fonte de abastecimento do município (60%)[4]
- Sistema Sacavémː  abastecido pela Barragem do Batatã, Rio da Prata e Mãe Isabel[4]
- Sistema Paciência, abastecido por baterias de poços[4]
- Outros sistemas de poços isolados[4]

Imperatriz
- Sistema de Abastecimento de Água de Imperatrizː captação de água no rio Tocantins

### Tratamento de esgoto
S̴ão Luísː
- Estação de Tratamento de Esgoto do Bacanga[5]
- Estação de Tratamento de Esgoto do Jaracati[5]
- Estação de Tratamento de Esgoto do Vinhais[5]
- Estação de Tratamento de Esgoto do Anil [5][6]